# Siedlung
Le Siedlung est un monument historique situé à Marckolsheim, dans le département français du Bas-Rhin.

## Localisation
Cette construction est située rue du Rhin à Marckolsheim.

## Historique
L'édifice fait l'objet d'une inscription au titre des monuments historiques depuis 2012.